# Lizzie Borden (réalisatrice)
Pour les articles homonymes, voir Lizzie Borden et Borden.
Lizzie Borden (née en 1958 à Détroit, Michigan) est une réalisatrice américaine féministe, notamment connue pour son film Born in Flames,,,. Le titre provient de la chanson, Born in Flames, écrite par un membre du collectif Art & Language, Mayo Thompson aussi leader du groupe de rock expérimental Red Krayola.

## Biographie
Nommée à sa naissance Linda Elisabeth Borden, elle décide à l'âge de 11 ans de prendre le nom de la meurtrière Lizzie Borden, accusée pour double meurtre dans les années 1890 au Massachusetts. Elle est inspirée par la comptine suivante :
Lizzie Borden took an axe
And gave her father forty whacks,
When she saw what she had done,
She gave her mother forty-one
Qui peut être traduite par :
Lizzie Borden prit une hache
Et frappa quarante fois son père,
Quand elle vit ce qu'elle avait fait,
Elle frappa quarante-et-une fois sa mère.
Elle annonce à ses parents qu'elle va légalement changer son nom. Elle déclare à ce sujet : « À l'époque, changer de nom était la meilleure rébellion que je pouvais faire ».

## Début de carrière
Sa carrière de réalisatrice féministe débute quand elle quitte le Wellesley College du Massachusetts, avant de partir pour New York. Elle contribue au magazine Artforum, puis s'éloigne de cette écriture et de cette critique prédominantes pour commencer à peindre.
Après avoir vu une rétrospective de Jean-Luc Godard, elle se tourne vers l’expérimentation cinématographique, en favorisant une approche « naïve » de la production de films.

## Carrière indépendante
Ses films ont comme point commun une « représentation iconoclaste du sexe ». « Nous vivons dans une époque très anti-sexuelle ; l'absence de désir sexuel est épidémique » nous dit Borden. « C'est plus que la peur du sida, c'est plus que l'influence de la culture républicaine de Reagan, Bush et Newt Gingrich. Ce que je veux savoir c'est pourquoi sommes nous devenus si effrayés par le sexe. » Son corpus de travail s'interesse à la race, aux classes, au pouvoir, au capitalisme, et au pouvoir qu'apporte l'argent - tout cela du point de vue féminin.
En 1976, elle réalise Regrouping. Son film suivant, Born In Flames, tire son titre d'une chanson écrite par une membre du collectif Art & Language, l'artiste Mayo Thompson du groupe Red Krayola. Son tournage et sa réalisation durent cinq ans, avec un budget de $40.000 (soit $174,005.05 aujourd'hui, ou environ 150.000€). Basé à New York, le film explore le rôle des médias dans la culture. Initialement, c'était un projet portant sur les réponses de féministes blanches au gouvernement oppressif. Mais cela a évolué en une histoire portant sur les femmes de couleur, les lesbiennes et les femmes blanches de diverses classes sociales qui se mobilisent pour une action collective portant sur le rapport entre les races et les classes, et sur les conflits politiques dans une société américaine future. L'approche de Lizzie Borden peut être qualifiée de brute, de style pseudo-documentaire, construisant un collage disjonctif du travail individuel et collectif des femmes. De plus, elle a fait appel à des acteurs et actrices amateurs.
Born in Flames a été montré pour la première fois au Festival international du film de Berlin et a gagné de nombreuses récompenses. Il est inclus dans la liste des « 50 Films indépendants les plus importants » publiée par le magazine Filmmaker et a été le sujet de recherches féministes poussées, comme celle de Teresa de Lauretis.
En février 2016, les Anthology Film Archives ont organisé une semaine de re-sortie du film Born In Flames dans une version restaurée en 35mm, financée par The Film Foundation et la Hollywood Foreign Press Association. La restauration faisait partie d'un grand projet de plusieurs années appelé Re-Visions: American Experimental Film 1975-1990 soutenu par la Fondation Andy Warhol pour les Arts Visuels (The Andy Warhol Foundation for the Visual Arts). Pour commémorer la sortie, The New Yorker a dit : « La créativité libre, ardente, et spontanée de Born In Flames émerge comme un mode indispensable de changement radical - mode que beaucoup de réalisateurs contemporains aux intentions politiques doivent encore assimiler. »
Pour son deuxième film, Working Girls (en), qui raconte la vie de travailleuses du sexe, Lizzie Borden garde certains aspects stylistiques et thématiques de ses débuts, mais est plus conventionnelle dans son approche du sujet. Le film a été inspiré par certaines des femmes qui ont joué dans Born In Flames et qui, par coïncidence, vivaient grâce à la prostitution. Même si Working Girls traite le sujet de la prostitution en détail, Lizzie Borden préfère que l'on considère le film comme une fiction narrative plutôt comme un documentaire. Le film avait pour but d'être une vue des « coulisses » de la prostitution. Dans une critique du New York Times, Vincent Canby écrit « Working Girls, bien qu'étant un travail de fiction, apparaît comme aussi authentique qu'un documentaire sur les mineurs. » Le film donne une image de la prostitution comme un métier souvent fastidieux, parfois dépressif, et de temps à autre intéressant et amusant. Le personnage principal, Molly, revendique le fait d'avoir un diplôme de Yale et d'être lesbienne dans sa vie privée.
Lizzie Borden a écrit, dirigé et produit le film, et il est sorti au Festival de Cannes dans La Quinzaine des Réalisateurs. Le film a été nommé Best Feature au festival du film de Sundance et a été vendu et distribué par Miramax.

## Filmographie et Récompenses

### Films
| Titre                                              | Année de Sortie | Récompenses et Nominations |
| -------------------------------------------------- | --------------- | --- |
| Regrouping                                         | 1976            | |
| Born in Flames                                     | 1983            | Jury de la Berlinale (1983) Grand Prix du Festival International de films de femmes de Créteil (1983)                                                                      |
| Working Girls (en)                                 | 1986            | Meilleure Actrice du Film Independent Spirit Awards (1988) (Nomination) festival de Sundancel (1987) : - Reconnaissance Spéciale du Jury - Grand prix du jury (nomination) |
| Inside Out Épisode Diaries, The Épisode Shrink Rap | 1991            | |
| Love Crimes                                        | 1992            | Razzie Award (1993) for Worst Actress (Nomination) |
| Erotique Segment "Let's Talk About Love"           | 1994            | |

### Télévision
- Monsters (1989)
- Les Dessous de Palm Beach (Silk Stalkings) (1996)
- Red Shoe Diaries (1996) Saison 5 Episode 9 Juarez[16]